# Leptanilla
Leptanilla é um gênero de insetos, pertencente a família Formicidae.

## Espécies
- Leptanilla africana Baroni Urbani, 1977
- Leptanilla alexandri Dlussky, 1969
- Leptanilla astylina Petersen, 1968
- Leptanilla australis Baroni Urbani, 1977
- Leptanilla besucheti Baroni Urbani, 1977
- Leptanilla bifurcata Kugler, 1987
- Leptanilla boltoni Baroni Urbani, 1977
- Leptanilla buddhista Baroni Urbani, 1977
- Leptanilla butteli Forel, 1913
- Leptanilla charonea Barandica, López, Martínez & Ortuño, 1994
- Leptanilla clypeata Yamane & Ito, 2001
- Leptanilla doderoi Emery, 1915
- Leptanilla escheri (Kutter, 1948)
- Leptanilla exigua Santschi, 1908
- Leptanilla havilandi Forel, 1901
- Leptanilla hunanensis Tang, Li & Chen, 1992
- Leptanilla islamica Baroni Urbani, 1977
- Leptanilla israelis Kugler, 1987
- Leptanilla japonica Baroni Urbani, 1977
- Leptanilla judaica Kugler, 1987
- Leptanilla kebunraya Yamane & Ito, 2001
- Leptanilla kubotai Baroni Urbani, 1977
- Leptanilla kunmingensis Xu & Zhang, 2002
- Leptanilla lamellata Bharti & Kumar, 2012
- Leptanilla macauensis Leong, Yamane & Guénard, 2018
- Leptanilla minuscula Santschi, 1907
- Leptanilla morimotoi Yasumatsu, 1960
- Leptanilla nana Santschi, 1915
- Leptanilla oceanica Baroni Urbani, 1977
- Leptanilla ortunoi López, Martínez & Barandica, 1994
- Leptanilla palauensis (Smith, 1953)
- Leptanilla plutonia López, Martínez & Barandica, 1994
- Leptanilla poggii Mei, 1995
- Leptanilla revelierii Emery, 1870
- Leptanilla santschii Wheeler & Wheeler, 1930
- Leptanilla swani Wheeler, 1932
- Leptanilla taiwanensis Ogata, Terayama & Masuko, 1995
- Leptanilla tanakai Baroni Urbani, 1977
- Leptanilla tanit Santschi, 1907
- Leptanilla tenuis Santschi, 1907
- Leptanilla thai Baroni Urbani, 1977
- Leptanilla theryi Forel, 1903
- Leptanilla vaucheri Emery, 1899
- Leptanilla yunnanensis Xu, 2002
- Leptanilla zaballosi Barandica, López, Martínez & Ortuño, 1994